# Cyanolyca pumilo
La chara gorjinegra o chara de niebla (Cyanolyca pumilo) es una especie de ave paseriforme de la familia Corvidae. Es nativo de El Salvador, Guatemala, Honduras, México y posiblemente Nicaragua. Su hábitat consiste de bosque húmedo tropical y subtropical. No tiene subespecies reconocidas.